# 441 Batilda
441 Batilda (mednarodno ime je 441 Bathilde) je asteroid tipa M (po Tholenu) oziroma tipa Xk (po SMASS) v glavnem asteroidnem pasu.

## Odkritje
Asteroid je odkril francoski astronom Auguste Charlois (1864–1910) 8. decembra 1898 v Nici. Izvor imena ni znan.

## Značilnosti
Asteroid Batilda obkroži Sonce v 4,71 letih. Njegov tir ima izsrednost 0,081, nagnjea pa je za 8,135° proti ekliptiki. Njegov premer je 70,32 km, okrog svoje osi se zavrti v 10,447 urah.